# Formazioni di Superliga brasiliana di pallavolo femminile 2011-2012
Formazioni delle squadre di pallavolo partecipanti alla stagione 2011-2012 della Superliga brasiliana.

## GRER
| N° | Nome                     | Ruolo | Data di nascita   | Nazionalità sportiva |
| -- | ------------------------ | ----- | ----------------- | -------------------- |
| -  | Paulo Barros Junior      | All   |                   | Brasile              |
| 1  | Walewska de Oliveira     | C     | 1º ottobre 1979   | Brasile              |
| 2  | Andressa Picussa         | C     | 22 luglio 1989    | Brasile              |
| 3  | Fernanda Gritzbach       | C     | 1º ottobre 1984   | Brasile              |
| 4  | Paula Pequeno            | S     | 22 gennaio 1982   | Brasile              |
| 5  | Stacy Sykora             | L     | 24 giugno 1977    | Stati Uniti          |
| 6  | Ana Cristina Porto       | P     | 10 gennaio 1982   | Brasile              |
| 7  | Ananda Marinho           | P     | 2 maggio 1989     | Brasile              |
| 8  | Fernanda Berti           | O     | 29 giugno 1985    | Brasile              |
| 9  | Veridiana da Fonseca     | L     | 30 dicembre 1982  | Brasile              |
| 10 | Juliana Odilon           | S     | 25 gennaio 1985   | Brasile              |
| 11 | Joyce da Silva           | O     | 13 giugno 1984    | Brasile              |
| 12 | Caroline Gattaz          | C     | 27 luglio 1981    | Brasile              |
| 13 | Viviane Dias             | S     | 11 settembre 1980 | Brasile              |
| 15 | Ana Takagui              | P     | 26 ottobre 1987   | Brasile              |
| 16 | Fernanda Garay           | S     | 10 maggio 1986    | Brasile              |
| 17 | Clarisse Peixoto         | S     | 1º marzo 1987     | Brasile              |
| 20 | Maria de Lourdes Ribeiro | C     | 4 maggio 1989     | Brasile              |

## Macaé
| N° | Nome              | Ruolo | Data di nascita   | Nazionalità sportiva |
| -- | ----------------- | ----- | ----------------- | -------------------- |
| -  | Jaílson Silva     | All   |                   | Brasile              |
| 1  | Talita Ferreira   | S/O   | 4 aprile 1985     | Brasile              |
| 2  | Luciana Moura     | P     | 22 giugno 1984    | Brasile              |
| 3  | Thatiana Crispim  | C     | 29 settembre 1980 | Brasile              |
| 4  | Vanessa Oliveira  | S/O   | 24 febbraio 1984  | Brasile              |
| 5  | Alessandra Santos | S     | 13 aprile 1988    | Brasile              |
| 6  | Silvana Papini    | S     | 27 gennaio 1988   | Brasile              |
| 7  | Jordane Tolentino | P     | 23 dicembre 1985  | Brasile              |
| 8  | Letícia Pontes    | L     | 11 ottobre 1990   | Brasile              |
| 9  | Edna Schindwein   | C     | 19 settembre 1983 | Brasile              |
| 10 | Viviane Araújo    | C     | 20 febbraio 1987  | Brasile              |
| 11 | Alanna Silva      | -     | 9 settembre 1987  | Brasile              |
| 12 | Michele Botzan    | P     | 20 novembre 1986  | Brasile              |
| 13 | Thays Oliveira    | S/O   | 16 ottobre 1991   | Brasile              |
| 14 | Rosane Maggioni   | P     | 4 gennaio 1992    | Brasile              |
| 15 | Heloiza Pereira   | S/O   | 2 gennaio 1990    | Brasile              |
| 16 | Márcia Barbosa    | L     | 21 maggio 1980    | Brasile              |
| 17 | Aline Delsin      | P     | 10 aprile 1991    | Brasile              |
| 18 | Ellen Amaral      | S     | 15 settembre 1990 | Brasile              |
| 19 | Kamilla Augusto   | P     | 5 settembre 1990  | Brasile              |
| 20 | Natiele Gonçalves | S     | 28 novembre 1991  | Brasile              |

## Mackenzie
| N° | Nome                | Ruolo | Data di nascita  | Nazionalità sportiva |
| -- | ------------------- | ----- | ---------------- | -------------------- |
| -  | Ricardo Picinin     | All   |                  | Brasile              |
| 1  | Lara Filomeno       | C     | 11 febbraio 1989 | Brasile              |
| 2  | Letícia Hage        | C     | 9 settembre 1990 | Brasile              |
| 3  | Thaís de Souza      | S     | 18 aprile 1988   | Brasile              |
| 4  | Beatriz Garcia      | S     | 17 marzo 1986    | Brasile              |
| 5  | Sophia Costa        | L     | 1º ottobre 1990  | Brasile              |
| 7  | Priscila Daroit     | S/O   | 10 agosto 1988   | Brasile              |
| 8  | Gabriela Guimarães  | S     | 19 maggio 1994   | Brasile              |
| 9  | Vitória Lage        | S     | 29 maggio 1986   | Brasile              |
| 10 | Ingrid Félix        | S     | 16 novembre 1988 | Brasile              |
| 11 | Priscila Heldes     | P     | 27 marzo 1992    | Brasile              |
| 12 | Luciane Escouto     | C     | 21 giugno 1987   | Brasile              |
| 13 | Tatiana Silva       | P     | 30 aprile 1987   | Brasile              |
| 14 | Fabiane Corrêa      | C     | 14 marzo 1995    | Brasile              |
| 20 | Nathália Daneliczin | P     | 26 agosto 1991   | Brasile              |

## Minas
| N° | Nome                | Ruolo | Data di nascita  | Nazionalità sportiva |
| -- | ------------------- | ----- | ---------------- | -------------------- |
| -  | Jarbas Ferreira     | All   |                  | Brasile              |
| 1  | Daimí Ramírez       | S/O   | 8 ottobre 1983   | Cuba                 |
| 2  | Carla Santos        | S/O   | 17 gennaio 1992  | Brasile              |
| 3  | Tássia Silva        | L     | 3 giugno 1988    | Brasile              |
| 4  | Cláudia da Silva    | P     | 6 luglio 1987    | Brasile              |
| 5  | Renata Alves        | L     | 20 agosto 1979   | Brasile              |
| 6  | Mariana Costa       | S     | 30 luglio 1986   | Brasile              |
| 7  | Flávia Kuchenbecker | P     | 20 febbraio 1990 | Brasile              |
| 8  | Fernanda da Silva   | C     | 15 luglio 1984   | Brasile              |
| 9  | Marcella Macedo     | P     | 19 maggio 1993   | Brasile              |
| 10 | Thamiris Torres     | S     | 15 agosto 1992   | Brasile              |
| 11 | Raquel Oliveira     | C     | 2 agosto 1994    | Brasile              |
| 12 | Yusleinis Herrera   | S     | 12 marzo 1984    | Cuba                 |
| 13 | Daniele Oliveira    | C     | 4 novembre 1986  | Brasile              |
| 14 | Lenisse Aquino      | S/O   | 23 gennaio 1993  | Brasile              |
| 15 | Natasha Farinea     | C     | 8 febbraio 1986  | Brasile              |
| 17 | Carolina Freitas    | S     | 17 gennaio 1992  | Brasile              |

## Osasco
| N° | Nome                  | Ruolo | Data di nascita  | Nazionalità sportiva |
| -- | --------------------- | ----- | ---------------- | -------------------- |
| -  | Luizomar de Moura     | All   | -                | Brasile              |
| 1  | Ivna Marra            | S     | 25 gennaio 1990  | Brasile              |
| 3  | Larissa Souza         | C     | 7 luglio 1991    | Brasile              |
| 4  | Samara de Almeida     | S     | 16 luglio 1992   | Brasile              |
| 5  | Adenízia da Silva     | C     | 18 dicembre 1986 | Brasile              |
| 6  | Thaísa de Menezes     | C     | 15 maggio 1987   | Brasile              |
| 7  | Karine Guerra         | P     | 25 febbraio 1979 | Brasile              |
| 8  | Jaqueline de Carvalho | S     | 31 dicembre 1983 | Brasile              |
| 9  | Silvana Papini        | S     | 27 gennaio 1988  | Brasile              |
| 12 | Léia da Silva         | L     | 1º marzo 1985    | Brasile              |
| 13 | Heloiza Pereira       | S/O   | 2 novembre 1990  | Brasile              |
| 14 | Josefa de Souza       | P     | 2 marzo 1983     | Brasile              |
| 15 | Solange Borges        | C     | 1º luglio 1988   | Brasile              |
| 16 | Tandara Caixeta       | S/O   | 30 ottobre 1988  | Brasile              |
| 17 | Juliana Costa         | S     | 9 maggio 1982    | Brasile              |
| 18 | Camila Brait          | L     | 28 ottobre 1988  | Brasile              |
| 19 | Destinee Hooker       | S/O   | 7 settembre 1987 | Stati Uniti          |

## Pinheiros
| N° | Nome                  | Ruolo | Data di nascita   | Nazionalità sportiva |
| -- | --------------------- | ----- | ----------------- | -------------------- |
| -  | Wagner Fernandes      | All   |                   | Brasile              |
| 2  | Carolina Leite        | P     | 15 novembre 1992  | Brasile              |
| 4  | Fernanda Kuchembecker | S     | 24 gennaio 1992   | Brasile              |
| 5  | Eduarda Kraish        | S/O   | 5 luglio 1993     | Brasile              |
| 6  | Camilla Adão          | P     | 20 giugno 1984    | Brasile              |
| 7  | Mariana Cassemiro     | S     | 20 marzo 1987     | Brasile              |
| 8  | Suelen Pinto          | L     | 10 aprile 1987    | Brasile              |
| 10 | Andréia Sforzin       | S     | 26 aprile 1983    | Brasile              |
| 11 | Francynne Jacintho    | C     | 16 luglio 1992    | Brasile              |
| 12 | Danielle Moreira      | S/O   | 9 settembre 1989  | Brasile              |
| 13 | Bárbara Bruch         | C     | 28 maggio 1987    | Brasile              |
| 14 | Priscila Almeida      | L     | 2 settembre 1982  | Brasile              |
| 15 | Marjorie Corrêa       | C     | 12 settembre 1992 | Brasile              |
| 16 | Ednéia Souza          | C     | 12 settembre 1980 | Brasile              |
| 17 | Kasiely Clemente      | S     | 12 giugno 1993    | Brasile              |
| 18 | Naiane Rios           | P     | 24 novembre 1994  | Brasile              |

## Praia Clube
| N° | Nome                | Ruolo | Data di nascita   | Nazionalità sportiva |
| -- | ------------------- | ----- | ----------------- | -------------------- |
| -  | Spencer Van Dijk    | All   |                   | Brasile              |
| 1  | Elis Bento          | S     | 4 maggio 1988     | Brasile              |
| 2  | Nicole Silva        | S/O   | 13 settembre 1988 | Brasile              |
| 3  | Suelle Oliveira     | S     | 29 aprile 1987    | Brasile              |
| 4  | Natália Silva       | S     | 31 marzo 1985     | Brasile              |
| 5  | Arlene Xavier       | L     | 20 dicembre 1969  | Brasile              |
| 6  | Dayse Figueiredo    | S     | 27 giugno 1984    | Brasile              |
| 7  | Camila Monteiro     | S/O   | 17 gennaio 1988   | Brasile              |
| 8  | Juliana Carrijo     | P     | 25 febbraio 1992  | Brasile              |
| 9  | Angelica Malinverno | C     | 5 luglio 1989     | Brasile              |
| 10 | Sara Caixeta        | S     | 18 febbraio 1983  | Brasile              |
| 11 | Camila Torquette    | P     | 7 luglio 1986     | Brasile              |
| 12 | Gabriela Mendonça   | S/O   | 28 aprile 1993    | Brasile              |
| 13 | Larissa Oliveira    | S     | 21 agosto 1991    | Brasile              |
| 14 | Bruna Ferreira      | C     | 10 maggio 1993    | Brasile              |
| 15 | Monique Pavão       | S/O   | 30 ottobre 1986   | Brasile              |
| 16 | Giovanna Chagas     | C     | 26 luglio 1980    | Brasile              |

## Rio de Janeiro
| N° | Nome                  | Ruolo | Data di nascita  | Nazionalità sportiva |
| -- | --------------------- | ----- | ---------------- | -------------------- |
| -  | Bernardo de Rezende   | All   | 25 agosto 1959   | Brasile              |
| 1  | Fernanda Venturini    | P     | 24 ottobre 1970  | Brasile              |
| 2  | Mara Leão             | C     | 26 luglio 1991   | Brasile              |
| 5  | Regiane Bidias        | S     | 2 ottobre 1986   | Brasile              |
| 6  | Juciely Barreto       | C     | 18 dicembre 1980 | Brasile              |
| 7  | Marianne Steinbrecher | S     | 23 agosto 1983   | Brasile              |
| 8  | Amanda Campos         | S     | 16 agosto 1988   | Brasile              |
| 9  | Roberta Ratzke        | P     | 28 aprile 1990   | Brasile              |
| 10 | Valeska Menezes       | C     | 23 aprile 1976   | Brasile              |
| 11 | Juliana Nogueira      | O     | 4 agosto 1988    | Brasile              |
| 12 | Natália Pereira       | S     | 4 aprile 1989    | Brasile              |
| 13 | Sheilla de Castro     | O     | 1º luglio 1983   | Brasile              |
| 14 | Fabiana de Oliveira   | L     | 7 marzo 1980     | Brasile              |
| 15 | Ana Carolina da Silva | C     | 8 aprile 1991    | Brasile              |
| 20 | Juliana Perdigão      | L     | 5 aprile 1991    | Brasile              |

## Rio do Sul
| N° | Nome                | Ruolo | Data di nascita   | Nazionalità sportiva |
| -- | ------------------- | ----- | ----------------- | -------------------- |
| -  | Rogério Portela     | All   |                   | Brasile              |
| 1  | Ana Paula de Moraes | P     | 30 giugno 1987    | Brasile              |
| 2  | Simone Souza        | S/O   | 12 maggio 1986    | Brasile              |
| 3  | Ellen Braga         | S     | 12 giugno 1991    | Brasile              |
| 4  | Elaine Santos       | L     | 24 gennaio 1988   | Brasile              |
| 5  | Angelica Caboclo    | S/O   | 21 maggio 1991    | Brasile              |
| 6  | Aline Siqueira      | S/O   | 1º settembre 1987 | Brasile              |
| 7  | Mayhara Silva       | C     | 9 aprile 1989     | Brasile              |
| 8  | Claudia Souza       | C     | 2 aprile 1982     | Brasile              |
| 9  | Luciana Bezerra     | P     | 21 maggio 1986    | Brasile              |
| 10 | Ilisandra Klein     | S     | 30 marzo 1986     | Brasile              |
| 11 | Danielle Fagundes   | P     | 6 ottobre 1979    | Brasile              |
| 12 | Thalita Machado     | C     | 13 dicembre 1985  | Brasile              |
| 13 | Thaiza Machado      | S/O   | 13 dicembre 1985  | Brasile              |
| 14 | Maiara Santos       | P     | 22 febbraio 1989  | Brasile              |
| 15 | Ana Paula Larroza   | L     | 1º marzo 1980     | Brasile              |
| 16 | Priscila Jesus      | S     | 29 ottobre 1987   | Brasile              |
| 17 | Paula Barros        | C     | 29 marzo 1982     | Brasile              |
| 18 | Letícia Raymundi    | S     | 17 ottobre 1990   | Brasile              |
| 19 | Fabiana Belarmino   | P     | 23 gennaio 1978   | Brasile              |
| 20 | Viviane Cruz        | C     | 23 gennaio 1978   | Brasile              |

## São Bernardo
| N° | Nome                   | Ruolo | Data di nascita  | Nazionalità sportiva |
| -- | ---------------------- | ----- | ---------------- | -------------------- |
| -  | José Alexandre Devesa  | All   |                  | Brasile              |
| 1  | Sthefanie Paulino      | S/O   | 4 marzo 1993     | Brasile              |
| 2  | Gisele Santos          | C     | 17 maggio 1983   | Brasile              |
| 3  | Juliana Gomes          | S     | 3 maggio 1983    | Brasile              |
| 4  | Ana Maria Gosling      | P     | 24 gennaio 1985  | Brasile              |
| 5  | Thais Saraiva          | S     | 28 febbraio 1992 | Brasile              |
| 6  | Aline Silva            | S     | 24 gennaio 1986  | Brasile              |
| 7  | Cecilia Souza          | S/O   | 1º febbraio 1982 | Brasile              |
| 8  | Maria Beatriz Capeloci | C     | 29 luglio 1985   | Brasile              |
| 9  | Ana Paula Gomes        | L     | 7 febbraio 1975  | Brasile              |
| 10 | Juliana de Castro      | S/O   | 29 febbraio 1990 | Brasile              |
| 12 | Danielle Scott         | C     | 4 gennaio 1972   | Stati Uniti          |
| 14 | Kátia Monteiro         | P     | 13 luglio 1973   | Brasile              |
| 15 | Renata Guerreiro       | C     | 20 ottobre 1978  | Brasile              |
| 16 | Mari Mendes            | S     | 13 gennaio 1984  | Brasile              |

## São Caetano
| N° | Nome                  | Ruolo | Data di nascita   | Nazionalità sportiva |
| -- | --------------------- | ----- | ----------------- | -------------------- |
| -  | Hairton Oliveira      | All   |                   | Brasile              |
| 1  | Nyara Araújo          | P     | 28 ottobre 1994   | Brasile              |
| 2  | Paula Mohir           | S     | 23 aprile 1994    | Brasile              |
| 3  | Mácris Carneiro       | P     | 3 marzo 1989      | Brasile              |
| 4  | Aline Silva           | O     | 28 novembre 1988  | Brasile              |
| 5  | Isabela Paquiardi     | S     | 3 aprile 1992     | Brasile              |
| 6  | Vivian Pellegrino     | C     | 31 maggio 1985    | Brasile              |
| 7  | Carla de Souza        | C     | 15 settembre 1990 | Brasile              |
| 8  | Fernanda Tomé         | S     | 10 dicembre 1989  | Brasile              |
| 9  | Flávia de Assis       | C     | 7 settembre 1979  | Brasile              |
| 10 | Flávia Gimenes        | C     | 20 novembre 1991  | Brasile              |
| 11 | Domingas de Araújo    | S     | 9 settembre 1994  | Brasile              |
| 12 | Isadora Rodrigues     | S     | 29 febbraio 1990  | Brasile              |
| 13 | Mariana Barreto       | P     | 23 giugno 1993    | Brasile              |
| 14 | Dalila Prado          | L     | 16 gennaio 1993   | Brasile              |
| 15 | Mariana Francischini  | O     | 21 febbraio 1988  | Brasile              |
| 16 | Erika Schiersner      | L     | 24 febbraio 1994  | Brasile              |
| 17 | Rosamaria Montibeller | O     | 9 aprile 1994     | Brasile              |
| 18 | Juliana Filipelli     | L     | 18 maggio 1994    | Brasile              |
| 19 | Simone Scherer        | C     | 3 giugno 1994     | Brasile              |
| 20 | Ana Paula Borgo       | O     | 20 ottobre 1993   | Brasile              |

## Sesi
| N° | Nome                   | Ruolo | Data di nascita   | Nazionalità sportiva |
| -- | ---------------------- | ----- | ----------------- | -------------------- |
| -  | Talmo Oliveira         | All   | 10 ottobre 1969   | Brasile              |
| 1  | Roberta Pereira        | C     | 6 giugno 1984     | Brasile              |
| 2  | Elisângela de Oliveira | O     | 30 ottobre 1978   | Brasile              |
| 3  | Danielle Lins          | P     | 5 gennaio 1985    | Brasile              |
| 5  | Jéssica Silva          | O     | 23 marzo 1987     | Brasile              |
| 7  | Michelle Daldegan      | L     | 5 gennaio 1983    | Brasile              |
| 8  | Michelle Pavão         | S     | 31 ottobre 1986   | Brasile              |
| 9  | Marcela Corrêa         | P     | 1º dicembre 1987  | Brasile              |
| 10 | Wélissa Gonzaga        | S     | 9 settembre 1982  | Brasile              |
| 11 | Luisa Lima             | P     | 5 marzo 1981      | Brasile              |
| 12 | Gabriella de Souza     | S     | 14 dicembre 1993  | Brasile              |
| 13 | Sônia Benedito         | S     | 19 gennaio 1978   | Brasile              |
| 14 | Renata Maggioni        | C     | 21 aprile 1988    | Brasile              |
| 15 | Marina Daloca          | C     | 8 settembre 1979  | Brasile              |
| 16 | Natália Martins        | C     | 11 dicembre 1984  | Brasile              |
| 17 | Stephany Silva         | L     | 6 novembre 1985   | Brasile              |
| 18 | Glauciele Silva        | O     | 1º settembre 1991 | Brasile              |